# カタールの鉄道

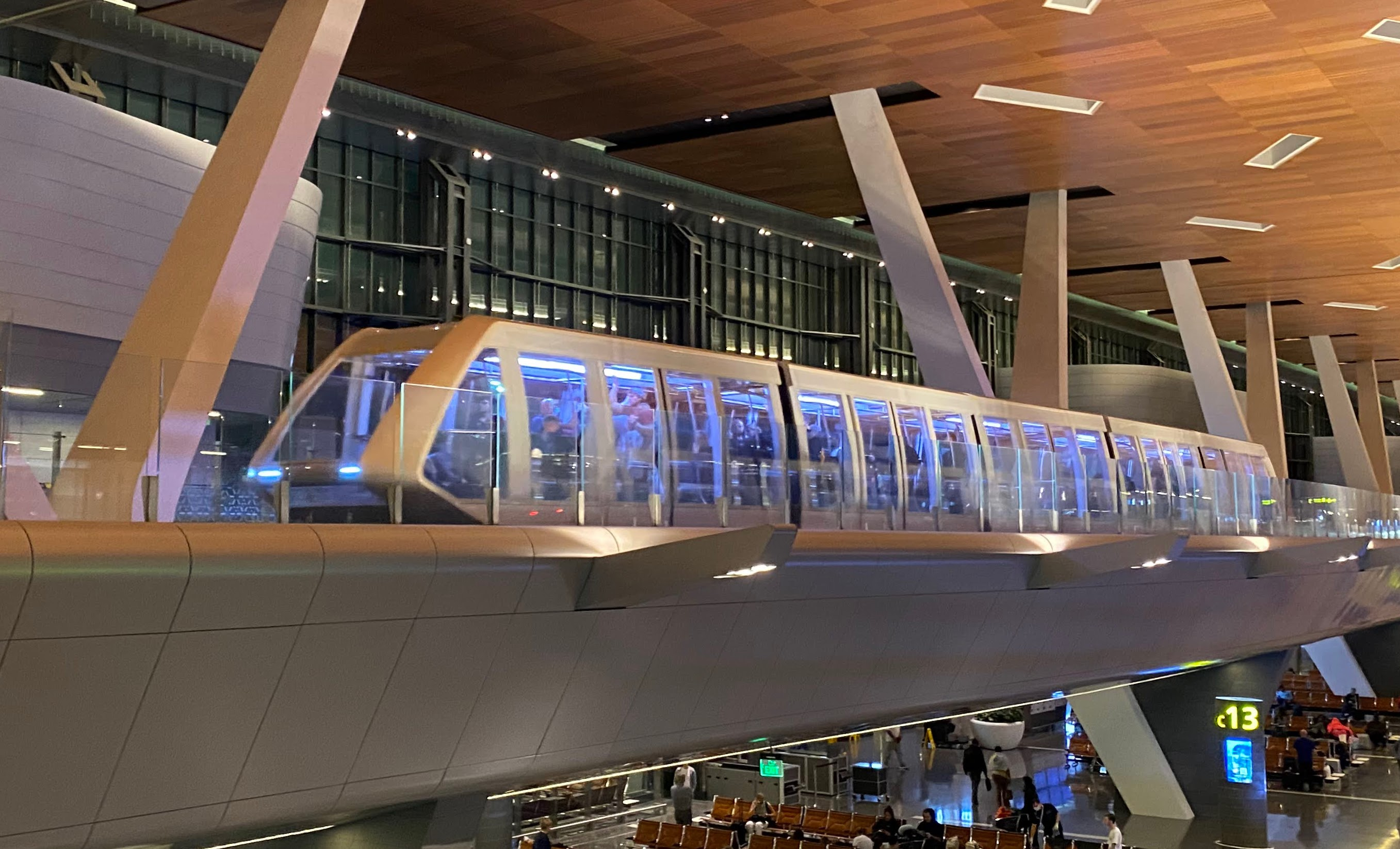
ハマド国際空港シャトル

カタールの鉄道では、カタールにおける鉄道について記す。

## 軌間
カタールの鉄道の軌間は標準軌である。

## 事業者
- カタール・レール

## 路線
- ドーハメトロ
- ルサイルトラム（英語版）
- ハマド国際空港シャトル（ケーブル・ライナー）

## 隣接国との鉄道接続状況
- サウジアラビア - 接続なし